# Frank Hughes (Sportschütze)
Frank Henry Hughes (* 17. Januar 1881 in Neligh; † 28. Juni 1942 in Rochester) war ein US-amerikanischer Sportschütze.

## Erfolge
Frank Hughes, der Mitglied im Lincoln Park Gun Club war, nahm an den Olympischen Spielen 1924 in Paris im Trap teil. Im Mannschaftswettbewerb belegte er mit der US-amerikanischen Mannschaft vor Kanada und Finnland den ersten Platz. Mit insgesamt 363 Punkten und damit drei Punkten Vorsprung hatten sich die Amerikaner, deren Team neben Hughes noch aus Samuel Sharman, John Noel, Clarence Platt, Fred Etchen und William Silkworth bestand, knapp die Goldmedaille gesichert. Hughes war mit 92 Punkten gemeinsam mit Sharman der beste Schütze der Mannschaft. In der Einzelkonkurrenz erzielte er wie James Montgomery mit 97 Punkten das zweitbeste Resultat hinter Gyula Halasy und Konrad Huber, die 98 Punkte schafften. Im Stechen setzte sich Hughes gegen Montgomery durch und sicherte sich so die Bronzemedaille.